# ادلین (ویرایشگر)
ادلین (به انگلیسی: Edlin) یک ویرایشگر خط است که در ام‌اس-داس و سیستم عاملهای جدیدتر مایکروسافت گنجانده شده‌است.